# Warren Cann

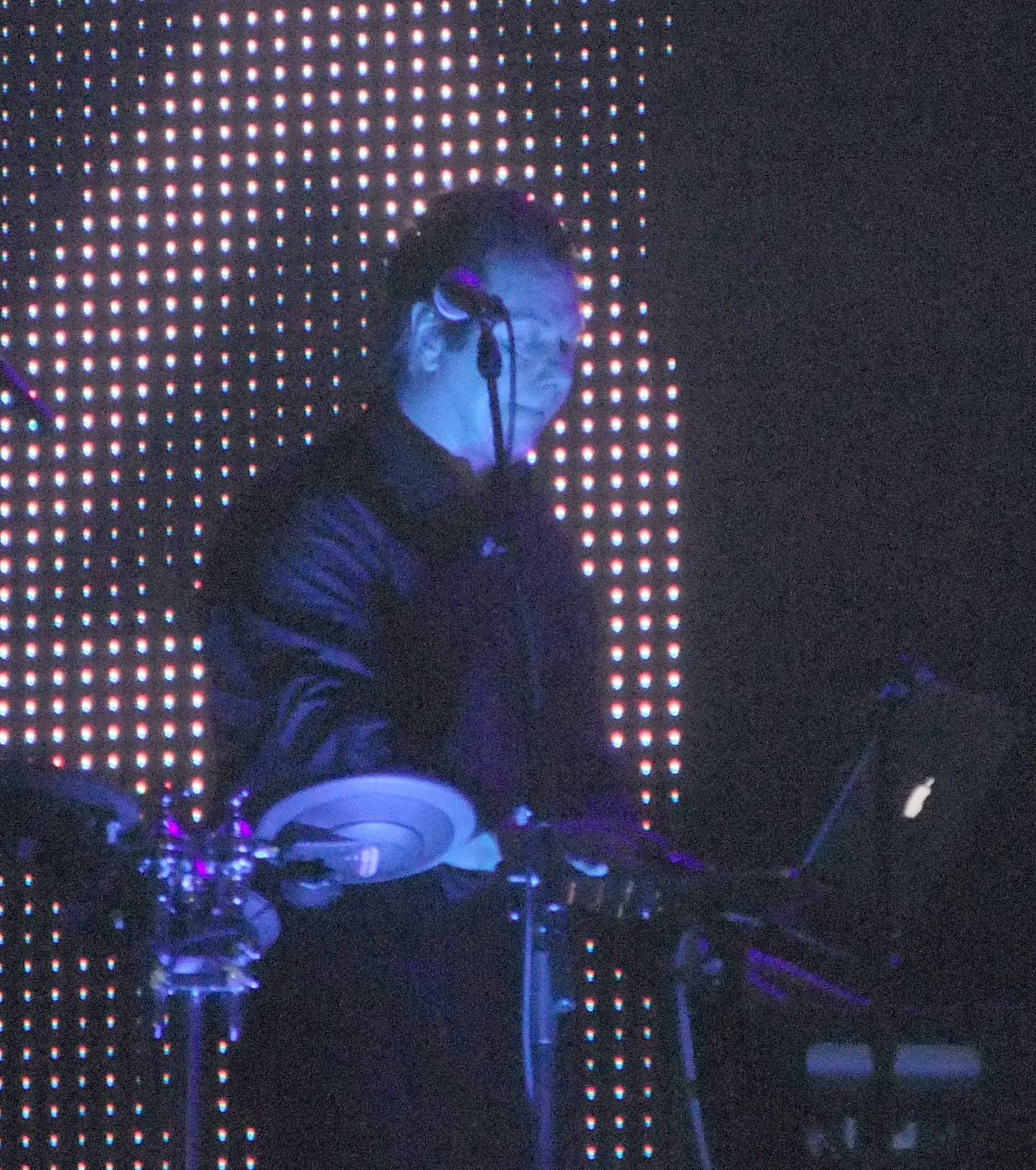
Warren Cann 2009.

Warren Cann, född 20 maj 1952 i Victoria, British Columbia, Kanada är en kanadensisk trumslagare och trummaskinprogrammerare i den brittiska New Wave-gruppen Ultravox.
Cann flyttade till England 1972 och gjorde en audition för Sparks innan han 1974 blev medlem av gruppen Tiger Lily, som senare bytte namn till Ultravox. Gruppen gav ut sitt första, självbetitlade album 1977 och övergick på Systems of Romance till ett alltmer elektroniskt sound. Förutom att spela trummor och programmera rytmer skrev Cann även flera av texterna till Ultravox genombrottsalbum Vienna (1980), där han också sjunger låten Mr. X. 1986 lämnade han gruppen och var därefter en tid fortsatt verksam som musiker och producent i olika projekt, men senare flyttade han till Los Angeles för att satsa på en karriär inom filmbranschen.
År 2008 återförenades han med Midge Ure, Billy Currie och Chris Cross i Ultravox. Gruppen har sedan dess gjort flera turnéer och gav år 2012 ut albumet Brilliant.